# جليالي
جليالي (بالصومالية: Jilyaale) مدينة صومالية تتبع منطقة شبيلى الوسطى ، وهي تقع غرب مدينة جوهر عاصمة المنطقة . أُسست المدينة علي يد المناضل والعالم الصومالي المشهور الشيخ حسن برسني فأصبحت المدينة أقوى مركز علمي وثقافي في المنطقة، وبدأ الناس يقصدونها من كل مكان لدراسة العلوم الدينية والعربية والثقافية.